# Traditions-Arm-Dreieck

Beispiele von Traditions-Arm-Dreiecken, oben HJ, unten BDM

Das Traditions-Arm-Dreieck der Hitler-Jugend (HJ) war eine Sonderform des Gebietsdreiecks (Armdreiecks). Es wurde geschaffen, um diejenigen Mitglieder der HJ zu kennzeichnen, welche bereits vor dem 30. Januar 1933 und der „Machtergreifung“ der Nationalsozialisten Mitglied der HJ/DJ oder des BDM/JM waren. Die Mitgliedschaft in der NSDAP oder ihren Gliederungen wie der SA, SS, NSBO usw. wurden dabei angerechnet.

## Aussehen
Gestaltungsgrundlage des Traditions-Arm-Dreiecks war das Gebietsdreieck, das der betreffende Träger (oder die betreffende Trägerin) an der Uniform trug. Aus der Aufschrift des Armdreiecks war die territoriale Zugehörigkeit zum Obergebiet und Gebiet des Trägers zu erkennen.
Das Traditions-Arm-Dreieck erhielt eine zusätzliche Kennung durch eine ca. 7 mm breite gewebte Litze, die für HJ/DJ goldfarben, für BDM/JM silberfarben war. Sie bestand aus mehreren Längswülsten, von denen der mittlere verdickt war. Diese Weblitze wurde am üblichen Gebietsdreieck so aufgenäht, dass dessen gelbe (weiße) untere Linie verdeckt wurde.

## Einführung
Das Traditions-Arm-Dreieck sollte erstmals zum Reichsparteitag 1935 getragen werden. Dazu wurden, nachdem ein diesbezüglicher Antrag bestätigt worden war, die Abzeichen an den betreffenden Träger durch den Führer des Gebietes im Rahmen eines Appells verliehen.